# Itaipava Arena Fonte Nova
Sân vận động Itaipava Arena Fonte Nova còn được biết đến với tên gọi Complexo Esportivo Cultural Professor Octávio Mangabeira là sân vận động dành riêng cho bóng đá, lần đầu tiên được đưa vào sử dụng tại Cúp Liên đoàn các châu lục 2013 và sau đó là Giải vô địch bóng đá thế giới 2014. Sân vận động này nằm ở Salvador, Bahia và có sức chứa tối đa 55 000 người.
Sân vận động này cũng sẽ là một trong những địa điểm thi đấu môn bóng đá tại Thế vận hội Mùa hè 2016.

## World Cup 2014

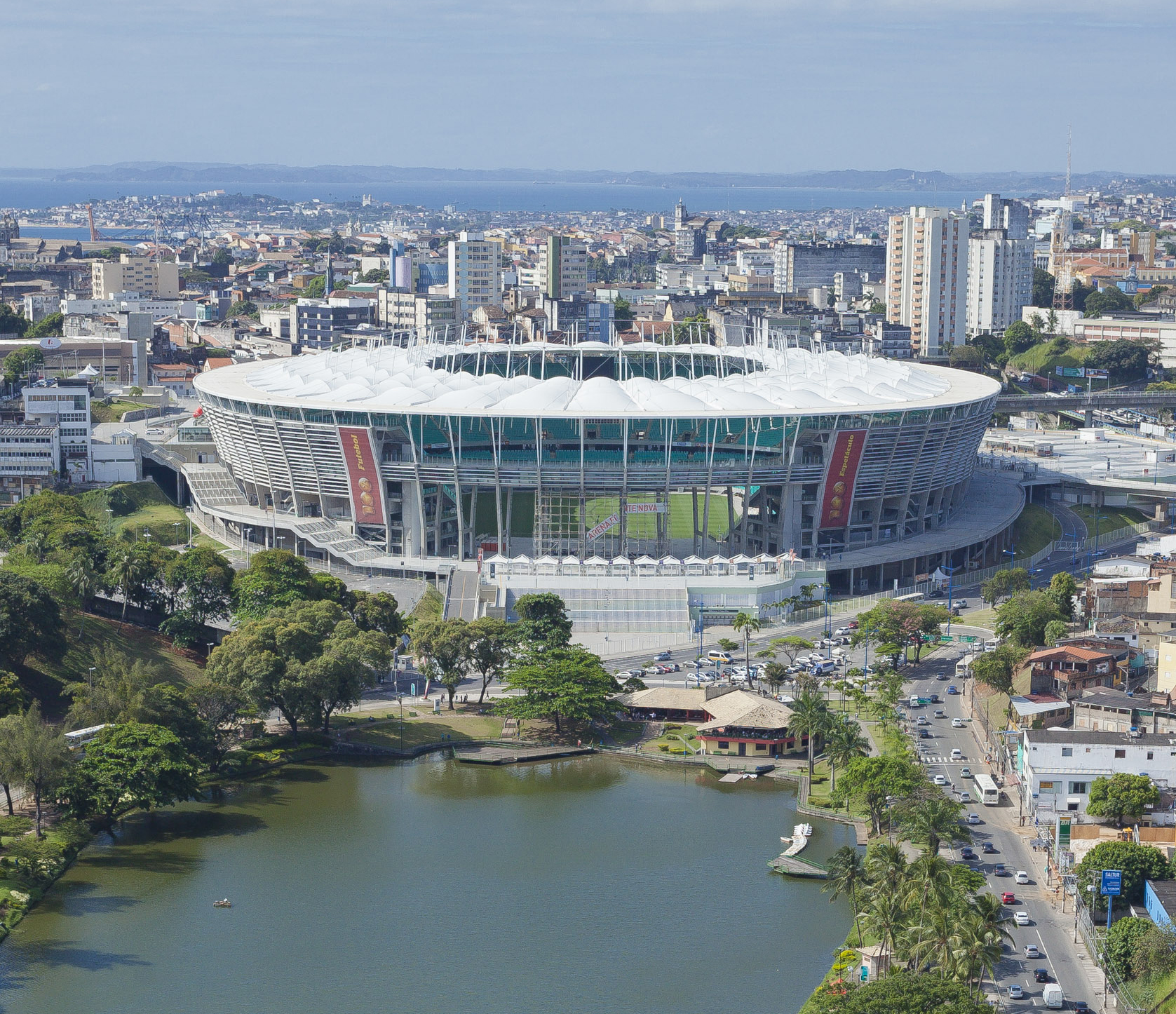
Itaipava Arena Fonte Nova, nhìn từ hồ.

Sân vận động Itaipava Arena Fonte Nova tổ chức 6 trận đấu tại World Cup 2014, bao gồm 4 trận đấu ở vòng bảng, 1 trận ở vòng 16 đội và 1 trận tứ kết.
| Ngày                | Giờ   | Đội                  | Kết quả                  | Đội        | Vòng        | Khán giả |
| ------------------- | ----- | -------------------- | ------------------------ | ---------- | ----------- | -------- |
| 13 tháng 6 năm 2014 | 16:00 | Tây Ban Nha          | 1 - 5                    | Hà Lan     | Bảng B      | 48.173   |
| 16 tháng 6 năm 2014 | 13:00 | Đức                  | 4 - 0                    | Bồ Đào Nha | Bảng G      | 51.081   |
| 20 tháng 6 năm 2014 | 16:00 | Thụy Sĩ              | 2 - 5                    | Pháp       | Bảng E      | 51.003   |
| 25 tháng 6 năm 2014 | 13:00 | Bosna và Hercegovina | 3 - 1                    | Iran       | Bảng F      | 48.011   |
| 1 tháng 7 năm 2014  | 17:00 | Bỉ                   | 2 - 1 (S.h.p)            | Hoa Kỳ     | Vòng 16 đội | 51.227   |
| 5 tháng 7 năm 2014  | 17:00 | Hà Lan               | 0 - 0 (h.p) (4 - 3, pen) | Costa Rica | Tứ kết      | 51.179   |